# Gmina Ljutomer
Ljutomer – gmina w Słowenii. W 2010 roku liczyła 11 833 mieszkańców.
Ljutomer jest najsłynniejszym regionem winiarskim Słowenii, znany jeszcze z czasów monarchii austro-węgierskiej, jako Luttenberg. Wina tego regionu są uważane za najlepsze białe wina stołowe występujące pod nazwami:
- Laski Riesling
- Ljutomer Sipon
- Silvanec
- Jeruzalem
- Traminac

## Miejscowości
Miejscowości wchodzące w skład gminy Ljutomer:

- Babinci
- Bodislavci
- Branoslavci
- Bučkovci
- Cezanjevci
- Cuber
- Cven
- Desnjak
- Drakovci
- Globoka
- Godemarci
- Gresovščak
- Grlava
- Ilovci
- Jeruzalem
- Krapje
- Krištanci
- Kuršinci
- Ljutomer – siedziba gminy
- Mala Nedelja
- Mekotnjak
- Moravci v Slovenskih Goricah
- Mota
- Noršinci pri Ljutomeru
- Nunska Graba
- Plešivica
- Podgradje
- Precetinci
- Presika
- Pristava
- Radomerje
- Radomerščak
- Radoslavci
- Rinčetova Graba
- Sitarovci
- Slamnjak
- Spodnji Kamenščak
- Stara Cesta
- Stročja vas
- Šalinci
- Vidanovci
- Vogričevci
- Zgornji Kamenščak
- Železne Dveri